# Judit

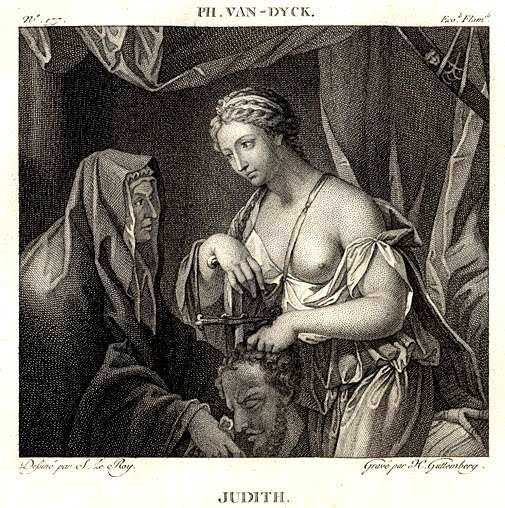
Heinrich Guttenberg Judith et Holopherne.

Judit est un prénom hongrois féminin.

## Équivalents
- Judith
- Jodie
- Judy
- Juda (au masculin)

## Étymologie
Le prénom Judith, est d'origine hébraïque. Ce prénom veut dire « louée, félicitée ».

## Personnalités portant ce prénom
- Pour l'ensemble des articles sur les personnes portant ce prénom, consulter :
  - la liste des articles dont le titre commence par ce prénom
  - les listes produites par Wikidata : Liste des personnes de prénom « Judit » — même liste en incluant les éventuels prénoms composés qui contiennent « Judit ».

- Judith Godrèche (1972- ), actrice, réalisatrice et romancière ;

- Judith Henry (1968- ), actrice ;
- Judith Magre (1926- ), actrice de cinéma ;
- Judith Forest (1983- ), autrice de bande dessinée ;
- Judith Gautier (1845-1917), écrivaine, dramaturge et traductrice ;